# Limonia pacata
Limonia pacata är en tvåvingeart som beskrevs av Alexander 1930. Limonia pacata ingår i släktet Limonia och familjen småharkrankar. Inga underarter finns listade i Catalogue of Life.